# Rewilding

Vlajka zeleného anarchismu

Rewilding (počeštěně znovuzdivočení; opětovné uvedení do přírodního stavu) je proces usilující o návrat člověka do divoké přírody a je v přímém rozporu s domestikací a konvenčním zemědělstvím. Myšlenka rewildingu člověka vychází z myšlenkových proudů zeleného anarchismu a anarchoprimitivismu, které požadují návrat společnosti k lovecko-sběračskému stylu života. Cílem rewildingu je vytvořit společenství lidí žijících trvale ve volné přírodě s minimální nebo žádnou závislostí na civilizaci. Pro možnost úspěšného rewildingu jsou zásadní znalosti jedlých planých rostlin, primitivního lovectví a dalších primitivních dovedností.
Propagátor myšlenky rewildingu je americký anarchoprimitivistický filozof John Zerzan.
Pojem rewilding může být použit i ve vztahu ke zvířatům, ale používanější je označení reintrodukce – úmyslné vypuštění v zajetí odchovaných jedinců určitého druhu zpět do volné přírody.